# Psidium amplexicaule
Psidium amplexicaule är en myrtenväxtart som beskrevs av Christiaan Hendrik Persoon. Psidium amplexicaule ingår i släktet Psidium och familjen myrtenväxter. Inga underarter finns listade i Catalogue of Life.